# Ліниві королі
Ліниві королі (фр. Roi fainéant — королі, що нічого не роблять) — узагальнена назва епохи останніх франкських королів з династії Меровінгів, нащадків Хлодвіга. Правили вони номінально, замість них реально керували державою мажордоми. Епоха лінивих королів почалася 639 року, по смерті короля Дагоберта I. Згодом влада у державі перейшла до рук мажордомів. У 751 році мажордом Піпін Короткий, за підтримки Папи Римського Захарія, скинув останнього Меровінга Хільдеріка III і був проголошений королем, започаткувавши династію Каролінгів.